# José Nakens Pérez
José Nakens Pérez (Sevilla, 21 de novembre de 1841 – Madrid, 12 de novembre 1926) fou un periodista i escriptor espanyol.

## Biografia
Pertanyia a una família humil, i el seu pare fou perseguit pel règim absolutista de Ferran VII. Molt jovenet es va enrolar en el cos de carabiners, i el 1866 fou destinat a Madrid. Allí va entrar el 1876 en la redacció del diari El Globo, on es va fer famós per acusar Ramon de Campoamor de plagiar Victor Hugo. Després va fundar el diari republicà El Motín (1881-1926), on es distingí per les seves campanyes anticlericals, que assoliren una gran audiència. Defensà la via insurreccional de Manuel Ruiz Zorrilla, i tot i que defensà Estanislau Figueras, atacà sense pietat Nicolás Salmerón i Emilio Castelar.
Estigué força relacionat amb el republicanisme català, especialment a través de les seves col·laboracions regulars, des del començament del segle xx, en La Publicidad i en La Campana de Gràcia, quan feu costat a Salmerón com a cap de la Unión Republicana el 1903 en l'organització de la qual tingué un gran paper. Però aviat se'n va desil·lusionar i el 1905 abandonà el partit. Alhora, amb l'arribada novament dels conservadors al poder, el seu diari fou perseguit, no es podia vendre al carrer i ell mateix fou excomunicat moltes vegades pels bisbes.
Endemés, es relacionava amb Francesc Ferrer i Guàrdia, raó per la qual amagà a la redacció del diari Mateu Morral després del seu atemptat contra Alfons XIII el 1906. El juny del 1907 fou processat i malgrat la defensa de Emilio Menéndez Pallarés fou condemnat a nou anys de presó, però el maig de 1908 fou indultat pel govern d'Antoni Maura. Una part dels seus articles anticlericals (del 1878 al 1912) foren recollits en el llibre ¡Libertad y a ellos! Des del 1918 es va quedar mig cec i va continuar la redacció del diari gràcies a aportacions de republicans reconeguts com Marcel·lí Domingo i Sanjuan i Álvaro de Albornoz.

## Obres

### Teatre
- ¡Alza, pilili! Juguete cómico en un acto y en verso, Madrid: [s.n., s.a.] (Imp. "La itálica")

### Articles
- Anticlericalismo al por menor, Madrid: [s.n., s.a.] (Imp. "La Itálica")
- Asuntos diversos. Madrid: "La Italica", [1915]
- Calumnias al clero inventadas por José Nakens. Madrid: "La Italica", [-1915?]
- Cartas y dedicatorias, Madrid : [s.n., s.a.] (Imp. Domingo Blanco)
- La celda número 7: (Impresiones de la cárcel), Madrid: [s.n., 1908?] (Imp. D. Blanco)
- Chaparrón de milagros. Madrid: Domingo Blanco, [1911?]
- Clericalismo en solfa, Madrid: [s.n., s.a.] (Imp. Sáez)
- Cosas que he dicho. Madrid: Domingo Blanco, [1912?]
- Cuadros de miseria, Copiados del natural, Madrid: Domingo Blanco, 1907
- De todo un poco: Colección de artículos, Madrid: [s.n., 1909?] (Imp. Domingo Blanco)
- Degradaciones y cobardías Madrid: [s.n., 1896] (Imp. de Domingo Blanco)
- La dictadura republicana: Artículos publicados recientemente, Madrid: [s.n., 1905?] (Imp. de A. Marzo)
- Dioses mayores: Artículos políticos, Madrid: [s.n.], 1922 (Imp. Juan Pérez)
- En broma y en serio: Artículos anticlericales, Madrid: [s.n., 1909?] (Imp. Artística Sáez, hermanos)
- Espejo moral de clérigos para que los malos se espanten y los buenos perseveren: ó sea la recopilación escogida de los célebres y odoríferos Manojos de flores místicas publicados en "El Motín", Madrid: [s.n., 1910?] (Imp. de Domingo Blanco)
- Los horrores del absolutismo, Valencia: F. Sempere y Compañía, [s.a.]
- Humorismo anticlerical, Madrid: [s.n., s.a.] (Imp. y Pub. Grág. de Domingo Blanco)
- Juan Lanas, Madrid : [s.n. s.a.] (Imp. Popular)
- ¡Libertad y á ellos!. Madrid: Domingo Blanco, [s.a.]
- Lo que no debe decirse: Colección de artículos con dedicatoria, prólogo, introdución y críticas de la obra. Madrid: [s.n.], 1882 (Imp. de M. Romero)
- Más calumnias al clero inventadas por José Nakens. Madrid: "La Itálica", [1915]
- Mi paso por la carcel, Madrid: Centro Gráfico-Artístico, [s.a.]
- Milagros comentados, Madrid: [s.n., 1913?] (Establ. Tipco. Libertad. 31)
- Muestras de mi estilo, Madrid: Domingo Blanco, 1906
- Otras calumnias al clero. Robos, estafas, captaciones, explotaciones... etc.. Madrid: "La Itálica", [1910?]
- Picotazos en la cresta: (Escaramuzas anticlericales) Madrid: [s.n., ¿1912?] (Est. tipográfico)
- La piqueta: Colección de artículos Madrid: [s.n., s.a.] (Imp. de M. Romero)
- Puñado de ironías. Madrid: Domingo Blanco, 1907
- Trallazos, Madrid: [s.n., s.a.] (Establecimiento Tipográfico-Libertad, num. 31)
- Trozos de mi vida, Madrid: Sáez, hermanos, [1914?]
- Variedad en la unidad: Colección de artículos, Madrid: [s.n., 1885?] (Imp. Artística)
- Verdades al pueblo (Juan Lanas). Madrid: Domingo Blanco, [1911?]
- Viaje al infierno, Madrid: [s.n., s.a.] (Imp. Domingo Blanco)
- La vuelta de Cristo Madrid: [s.n., 1903?] (Imp. de Domingo Blanco)
- Yo, hablando de mí: (Colección de artículos). Madrid: [s.n., 1914?] (Imp. Artística)

### Poesia
- Cien sonetos Madrid: [s.n., s.a.] (Imp. "La Itálica")
- Sonetos anticlericales, [Madrid: s.n., 1915] (Imp. "La Itálica")